# Ariopsis peltata
Ariopsis peltata är en kallaväxtart som beskrevs av Joseph Nimmo. Ariopsis peltata ingår i släktet Ariopsis och familjen kallaväxter. Inga underarter finns listade.